# Hercules: The Thracian Wars
Hercules: The Thracian Wars är en amerikansk äventyrsfilm regisserad av Brett Ratner och med Dwayne Johnson, Ian McShane, Rufus Sewell, Ingrid Bolsø Berdal, Joseph Fiennes och John Hurt i rollerna. Den är baserad på serieromanen Hercules: The Thracian Wars. Filmen hade biopremiär den 25 juli 2014.

## Handling
Hercules leder en grupp legosoldater för att avsluta ett blodigt inbördeskrig i landet Trakien och återlämna den rättmätige kungen till sin tron. Hercules är en plågad själ från födseln; en halvgud som bär en guds styrka men känner en människas lidande.

## Rollista
- Dwayne Johnson - Hercules
- John Hurt - Cotys
- Rufus Sewell - Autolykos
- Ian McShane - Amfiaraos
- Ingrid Bolsø Berdal - Atalante[5]
- Aksel Hennie - Tydeus
- Reece Ritchie - Iolaos
- Rebecca Ferguson - Ergenia
- Joseph Fiennes - Kung Eurystheus
- Steve Peacocke - Stephanos[6]
- Peter Mullan[7]
- Irina Shayk - Megara[8]
- Joe Anderson[9]
- Tamina Snuka[10]
- Barbara Palvin - Antimache[11][12]
- Tobias Santelmann[13] - Rhesus